# 华阳集团
惠州市华阳集团股份有限公司（深交所：002906，简称：华阳集团），是中国深圳证券交易所的一家上市公司，主营业务范围包括汽车电子、精密压铸、精密电子部件以及LED照明等。
公司前身为1993年设立的全民所有制企业华阳实业，2002年改制为有限责任公司，2013年整体变更设立为股份公司并更名为华阳集团。2017年10月13日在深圳证券交易所挂牌上市。
2020年，公司实现营业收入33.74亿元，同比下降0.27%；实现净利润1.81亿元，同比增长143.04%。